# Урвище Пекло
48°32′04″ с. ш. 24°07′35″ в. д.
У́рвище Пе́кло (Обрыв «Ад») — крутой обрыв между хребтами Сивуля и Тавпиширка, в массиве Горганы (Украинские Карпаты). Расположен на границе Ивано-Франковского и Надворнянского районов Ивано-Франковской области и Тячевского района Закарпатской области, к востоку от горы Боярин.
Обрыв расположен на высоте 1441 м над уровнем моря, неподалёку от истока реки Быстрицы Солотвинской. Представляет собой флишовый обрыв. У его подножия — огромная осыпь (следствие эрозии скальных пород). Вершина обрыва частично покрыта лесом.
Через эту точку проходят маршруты от села Старой Гуты до Быстрицы и с Осмолоды в Яремче. Время туристического перехода к Быстрице (спуск) составляет 4,5 часа (15,5 км), до Максимеца (спуск) 4 часа (14,5 км), к Осмолоде (подъём, проход хребтом, спуск) 7,5 час. (19 км), до Старой Гуты (спуск) 5 час. (16 км).
Обрыв «Ад» расположен на пересечении популярных туристических маршрутов, поэтому считается весьма посещаемым. По свидетельству местных жителей обрыв неоднократно становился местом казни врагов (евреев, поляков, украинцев, русских).

## Фотографии

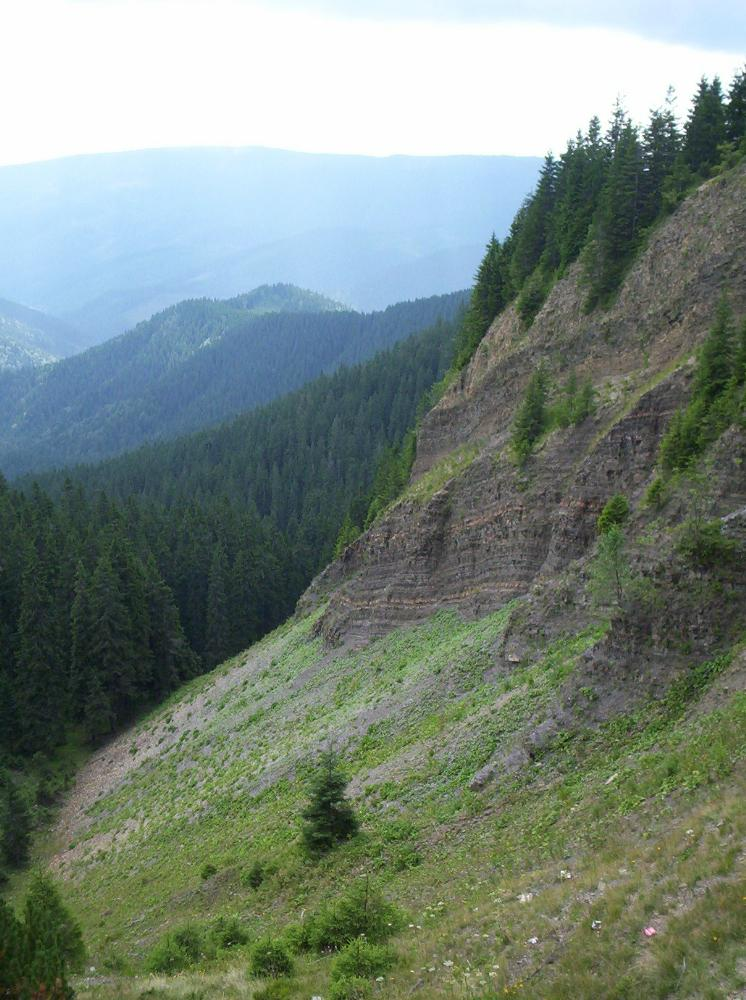
Урвище Пекло
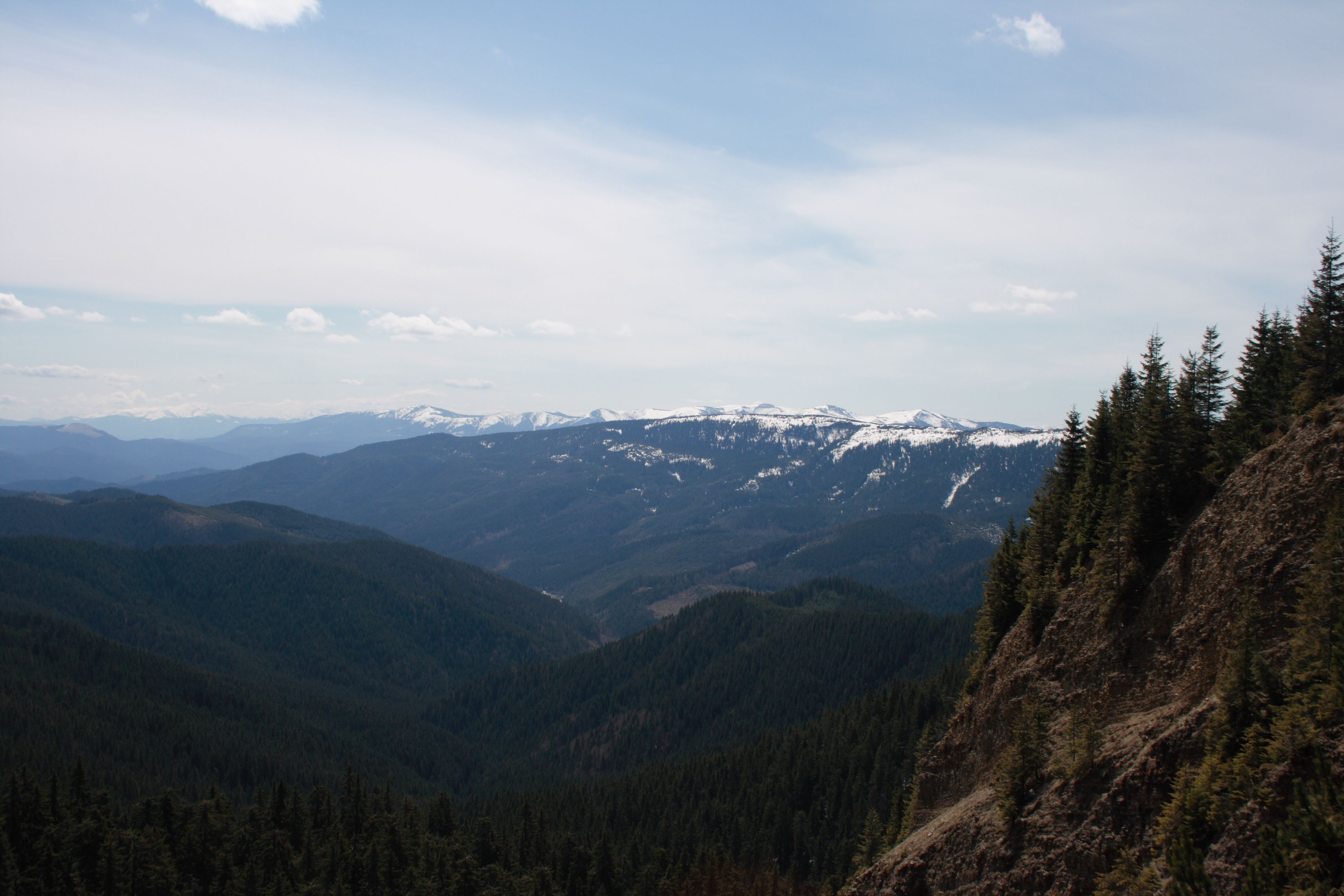
Вид с обрыва на долину реки Быстрицы Солотвинской и окружающие горы
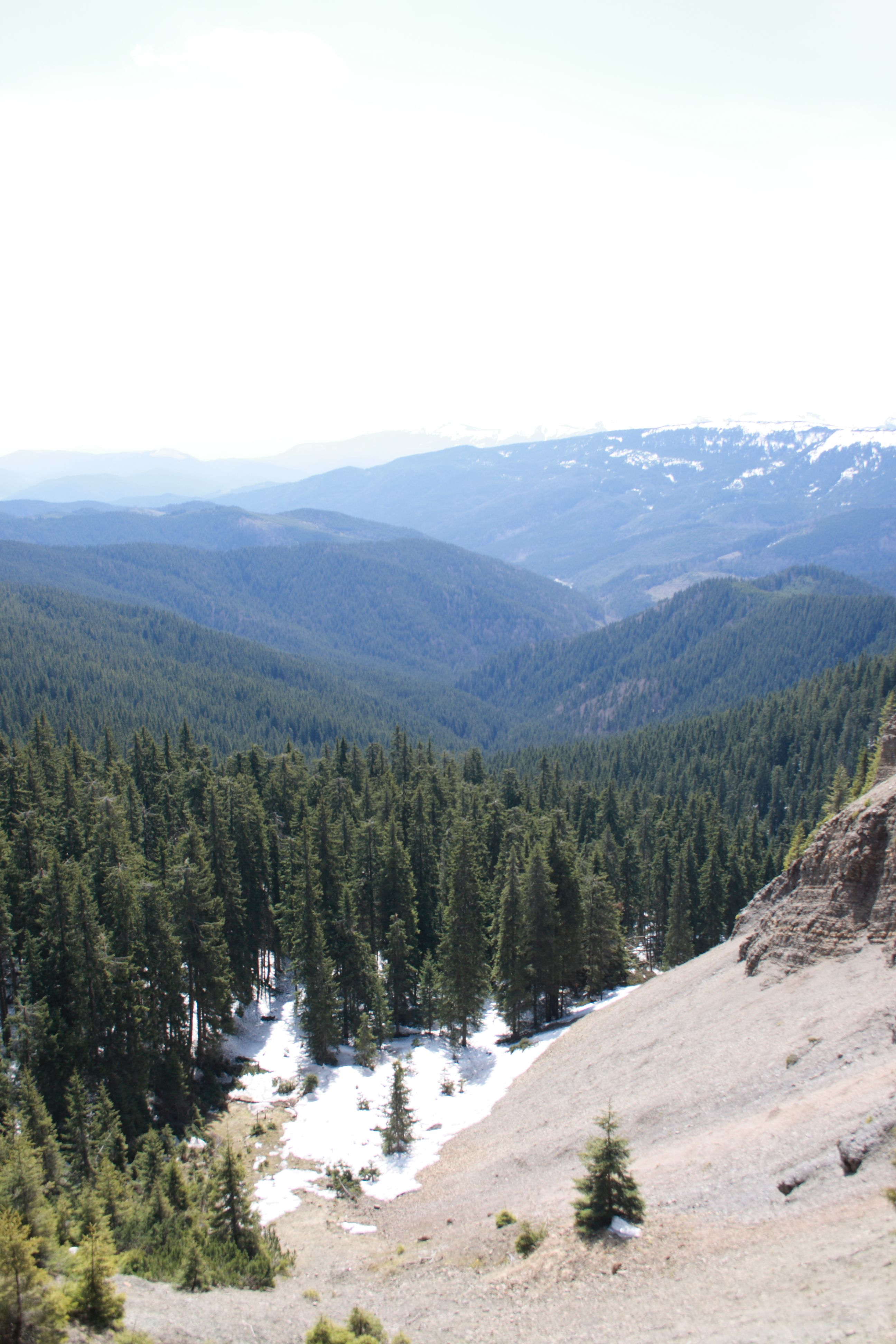
Осыпи (внизу) у подножия обрыва
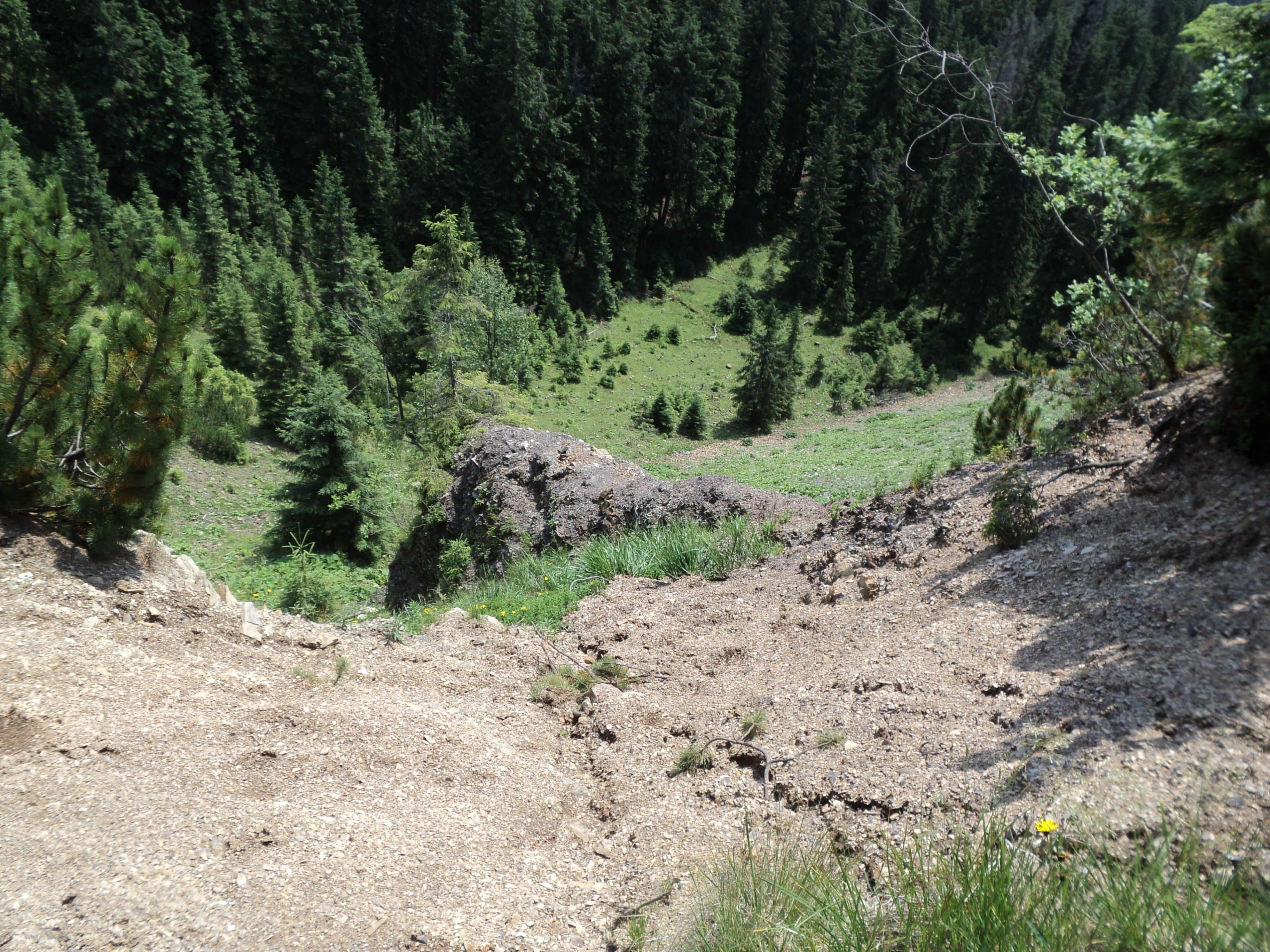